# Lee Allen

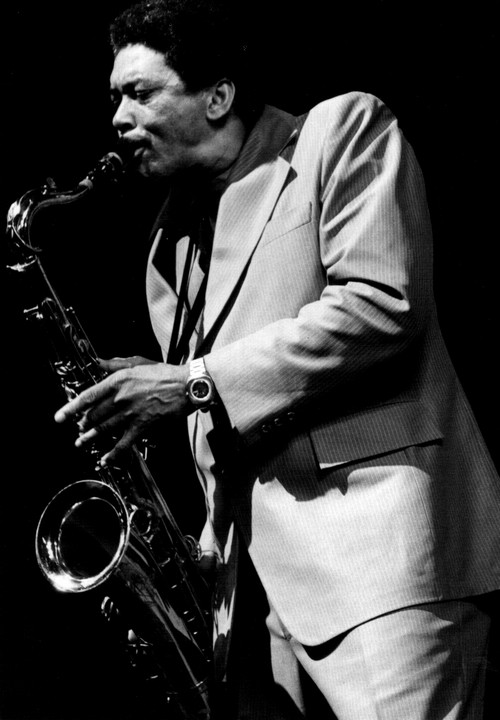
Lee Allen (1980)

Lee Allen (* 2. Juli 1926 in Pittsburg, Kansas; † 18. Oktober 1994 in Los Angeles, Kalifornien) war ein US-amerikanischer R&B-Saxophonist.
Nach dem Tod des Vaters 1927 zog Allen mit seiner Familie 1927 nach Denver, wo er aufwuchs. Am Xavier College in New Orleans belegte er Studienkurse für Musik und Sport, kam dort in Berührung mit der lokalen Musikszene, so dass er bereits 1947 in der Band von Paul Gayten das Saxofon spielte, um damit seinen Lebensunterhalt zu verdienen. Innerhalb kurzer Zeit spielte er als Sidman von Fats Domino, Little Richard, Amos Milburn und Smiley Lewis. Allen bildete mit Co-Saxofonist Alvin „Red“ Tyler, Bassist Frank Fields und Drummer Earl Palmer die Begleitband zu den größten New Orleans-basierten Hits der Zeit, die in Cosimo Matassas J&M-Studio aufgenommen wurden.
1956 versuchte sich Allen erstmals als Solointerpret. Zwei Jahre später unterschrieb er einen Vertrag mit Ember Records, für die er seinen größten Erfolg Walking with Mr. Lee einspielte. Bis 1961 war er in der Lage, mit eigener Band zu touren, bevor er sich wieder Fats Domino anschloss.
Allen ging 1965 nach Los Angeles, wo er immer wieder auf der Bühne stand, jedoch auch für einige Jahre bei einer Luftfracht-Firma sein Geld verdiente, bevor ihn zu Beginn der 1970er Jahre ein Revival wieder mit Fats Domino vereinte. Ab Beginn der 1980er Jahre war er wieder für eine neue Generation Musiker ein gefragter Gast-Spieler, so z. B. für die Stray Cats oder The Blasters.

## Veröffentlichungen
- 1956: Honkers and Screamers
- 1958: Walking with Mr. Lee